# Louis Gabriel Suchet
Louis Gabriel Suchet, książę D'Albufera da Valencia (ur. 2 marca 1770 w Lyonie, zm. 3 stycznia 1826 w Marsylii), francuski wojskowy, marszałek napoleoński.

## Życiorys

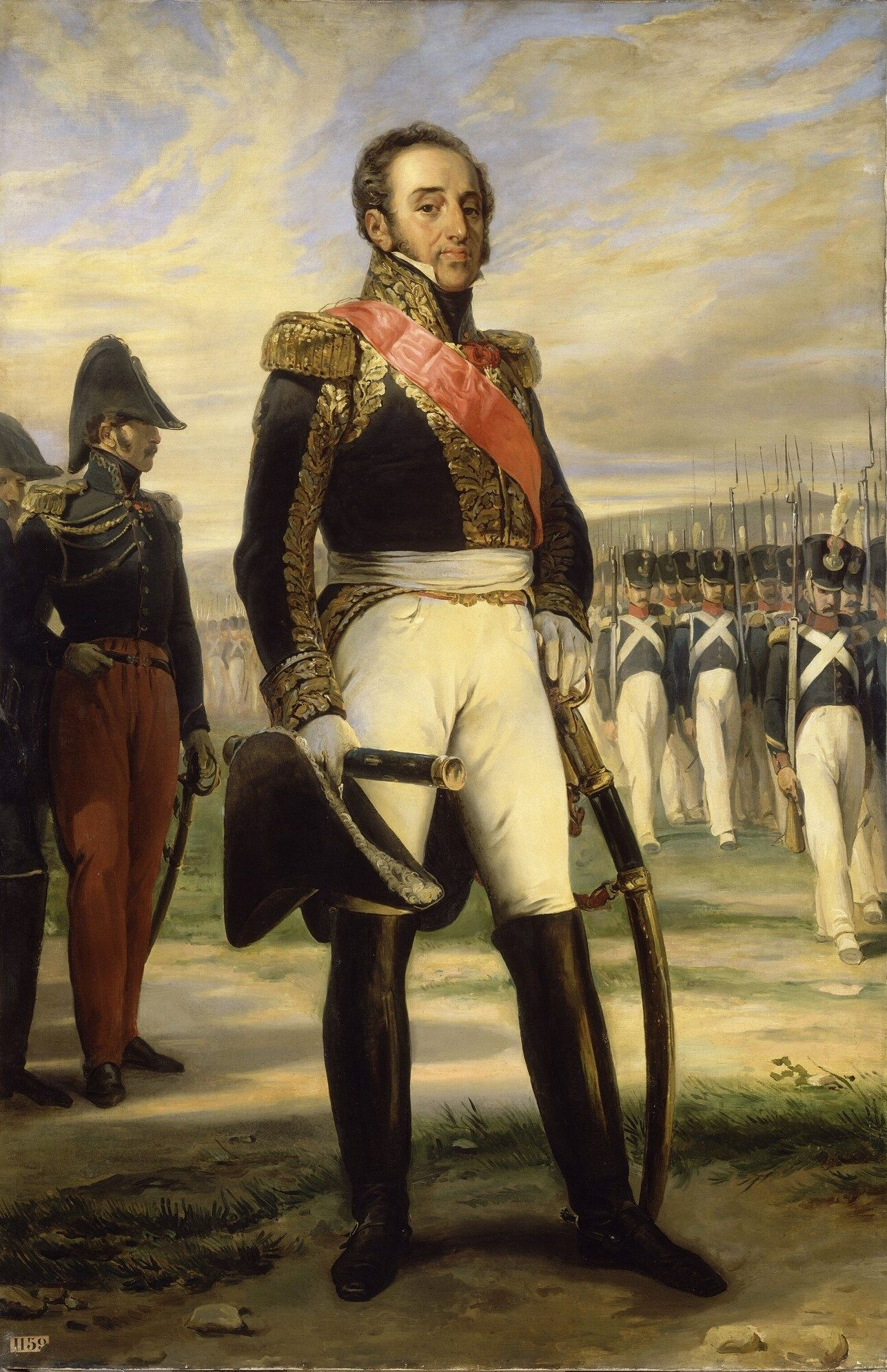
Portret Louisa Gabriela Sucheta

Syn fabrykanta jedwabiu. Nie poszedł jednak w ślady ojca i wybrał w 1792 r. karierę wojskową, wstępując do kawalerii gwardii narodowej. Po raz pierwszy zetknął się z Napoleonem w 1793 r. podczas oblężenia Tulonu. Jego szybkie awanse były charakterystyczne dla zdolnych oficerów, którzy cieszyli się sympatią generała Bonaparte. Odznaczył się podczas słynnej przeprawy przez Alpy w 1799 r. Został wówczas generałem dywizji i szefem sztabu gen. Jouberta we Włoszech, a wkrótce zastępcą generała Massény. W następnych kilku latach brał m.in. udział w bitwach pod Marengo, Austerlitz, Saalfeld, Jeną-Auerstedt, Pułtuskiem, Ostrołęką. W 1808 roku otrzymał tytuł hrabiego.
Jego kariera nabrała rozpędu i blasku gdy cesarz powierzył mu wiosną 1809 r. samodzielne dowództwo korpusem w Hiszpanii. Po pierwszych niepowodzeniach wojskowych w maju 1809 r., spowodowanych katastrofalnym stanem przejętych wojsk, wyczerpanych długotrwałym oblężeniem Saragossy oraz rozgoryczonych brakiem żywności i żołdu, szybko doprowadził swoje oddziały do gotowości bojowej. Już 14 czerwca rozgromił armię hiszpańską pod Maria. Oczyścił powierzoną sobie Aragonię z partyzantów i bandytów. Okazał się bardzo zdolnym administratorem. Jako jedyny spośród dowódców francuskich w Hiszpanii potrafił ułożyć sobie poprawnie stosunki z miejscową ludnością. Unowocześnił feudalny system podatkowy. Ukrócił korupcję, a nawet zwracał zagrabione przez Francuzów pieniądze. Starał się odbudować zniszczony kraj. Zorganizował roboty publiczne przy budowie kanału cesarza Karola V. Odbudował przytułki i szpitale. Zakładał szkoły i planował nowe wodociągi. W trosce o zarządzaną prowincję potrafił sprzeciwić się cesarzowi w sprawie niszczenia angielskich towarów, i jego bratu królowi Hiszpanii Józefowi, który chciał ograbić słynną bazylikę Nuestra Senora del Pilar w Saragossie. Do tego stopnia zaskarbił sobie wdzięczność ludności, że ukrywała ona przed partyzantami zabłąkanych francuskich żołnierzy i współpracowała z wojskiem w walce z bandytami.

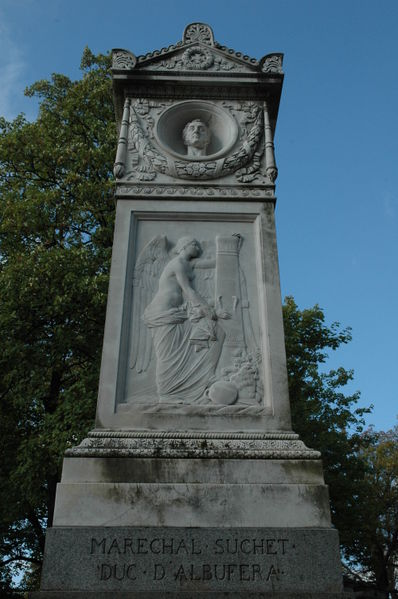
Grób Louisa Gabriela Sucheta

Osiągał jednocześnie kolejne sukcesy wojskowe. Pod Leridą rozbił 22 kwietnia 1810 r. następną armię hiszpańską. Napoleon docenił jego zdolności i zasługi w charakterystyczny dla siebie sposób. Przysłał list z pochwałami i zapewnieniem, że marszałkowska buława czeka na generała za murami Tarragony. Suchet nie omieszkał jej sobie wziąć, pokonując nieprzyjaciela i zdobywając miasto.
8 lipca 1811 r. został mianowany marszałkiem Francji. Podbicie prowincji Walencja w 1812 r. przyniosło marszałkowi kolejną nagrodę w postaci tytułu książęcego.
W wyniku porażek ponoszonych przez Francuzów w innych krainach Hiszpanii również Suchet zmuszony był wycofać się z tego kraju. Po abdykacji Napoleona Suchet uznał władzę Ludwika XVIII, za co nagrodzony został godnością para Francji. W okresie stu dni powrócił do Napoleona, za co po jego ostatecznym upadku ukarany został pozbawieniem tytułu para. Od tej pory wiódł spokojne życie prywatnej osoby. Pochowany został na najsłynniejszym cmentarzu francuskim Père-Lachaise w Paryżu, założonym przez Napoleona Bonaparte.